# Espen Aarseth
Espen J. Aarseth (ur. 1965, w Bergen w Norwegii) – norweski badacz i teoretyk hipertekstu i literatury elektronicznej, ludolog, wykładowca IT-Universitetet w Kopenhadze, redaktor naczelny czasopisma „Game Studies”.
Autor już dziś klasycznej, ale nadal rewolucyjnej książki poświęconej teorii literatury cyfrowej: Cybertext. Perspectives on Ergodic Literature (Baltimore 1997). W 2014 została ona wydana w języku polskim przez Fundację Korporację Ha!art oraz Miejskie Centrum Kultury w Bydgoszczy w ramach Programu Liberatak i nosi tytuł: Cybertekst. Spojrzenia na literaturę ergodyczną.
Jego esej Hyper/Text/Theory znalazł się w fundamentalnym podręczniku The New Media Reader (Boston 2003).